# Джагмандер Сінгх
Джагмандер (Джагміндер) Балян Сінгх (англ. Jagmander (Jagminder) Balyan Singh; нар. 1 березня 1956) — індійський борець вільного та греко-римського стилів, бронзовий призер чемпіонату Азії з греко-римської боротьби, бронзовий призер чемпіонату Азії. чемпіон Ігор Співдружності, учасник двох Олімпійських ігор у змаганнях з вільної боротьби.

## Життєпис
У 1981 році за спортивні досягнення був нагороджений премією «Арджуна».

## Спортивні результати на міжнародних змаганнях

### Виступи на Олімпіадах
| Змагання                    | Збірна | Вагова категорія          | Місце              |
| --------------------------- | ------ | ------------------------- | ------------------ |
| Літні Олімпійські ігри 1980 | Індія  | вільна боротьба, до 68 кг | 4                  |
| Літні Олімпійські ігри 1984 | Індія  | вільна боротьба, до 68 кг | не вийшов із групи |

### Виступи на Чемпіонатах світу
| Змагання                        | Збірна | Вагова категорія          | Місце |
| ------------------------------- | ------ | ------------------------- | ----- |
| Чемпіонат світу з боротьби 1982 | Індія  | вільна боротьба, до 68 кг | 9     |

### Виступи на Чемпіонатах Азії
| Змагання                       | Збірна | Вагова категорія                 | Місце  |
| ------------------------------ | ------ | -------------------------------- | ------ |
| Чемпіонат Азії з боротьби 1983 | Індія  | вільна боротьба, до 68 кг        | Бронза |
| Чемпіонат Азії з боротьби 1983 | Індія  | греко-римська боротьба, до 68 кг | Бронза |

### Виступи на Азійських іграх
| Змагання           | Збірна | Вагова категорія          | Місце |
| ------------------ | ------ | ------------------------- | ----- |
| Азійські ігри 1974 | Індія  | вільна боротьба, до 62 кг | 5     |
| Азійські ігри 1978 | Індія  | вільна боротьба, до 68 кг | 5     |
| Азійські ігри 1982 | Індія  | вільна боротьба, до 68 кг | 4     |

### Виступи на Іграх Співдружності
| Змагання                | Збірна | Вагова категорія          | Місце  |
| ----------------------- | ------ | ------------------------- | ------ |
| Ігри Співдружності 1982 | Індія  | вільна боротьба, до 68 кг | Золото |